# Jailbreak (píseň Thin Lizzy)
„Jailbreak“ je úvodní skladba z šestého studiové alba irské hard rockové skupiny Thin Lizzy Jailbreak z roku 1976. Skladba vyšla i jako singl se skladbou „Running Back“ na B-straně.

## Sestava
- Phil Lynott – baskytara, zpěv, akustická kytara
- Scott Gorham – kytara
- Brian Robertson – kytara
- Brian Downey – bicí, perkuse